# Pine Springs
Pine Springs – miasto w Stanach Zjednoczonych, w stanie Minnesota, w hrabstwie Washington.